# علي مباركي
علي مباركي ((بالفارسية: علی مبارکی)؛ مواليد 24 يوليو 1994) هو لاعب كرة قدم إيراني يلعب لصالح چوارقورنه. يلعب في المقام الأول كلاعب وسط محوري.
علي مباركي أن لعب مع ملوان، تراكتور سازي، سپاهان وچوارقورنه.